# Якуненков, Пётр Устинович
Пётр Устинович Якуненков (25 октября 1928 — 29 ноября 1990) — сельскохозяйственный деятель, Герой Социалистического Труда (1966).

## Биография

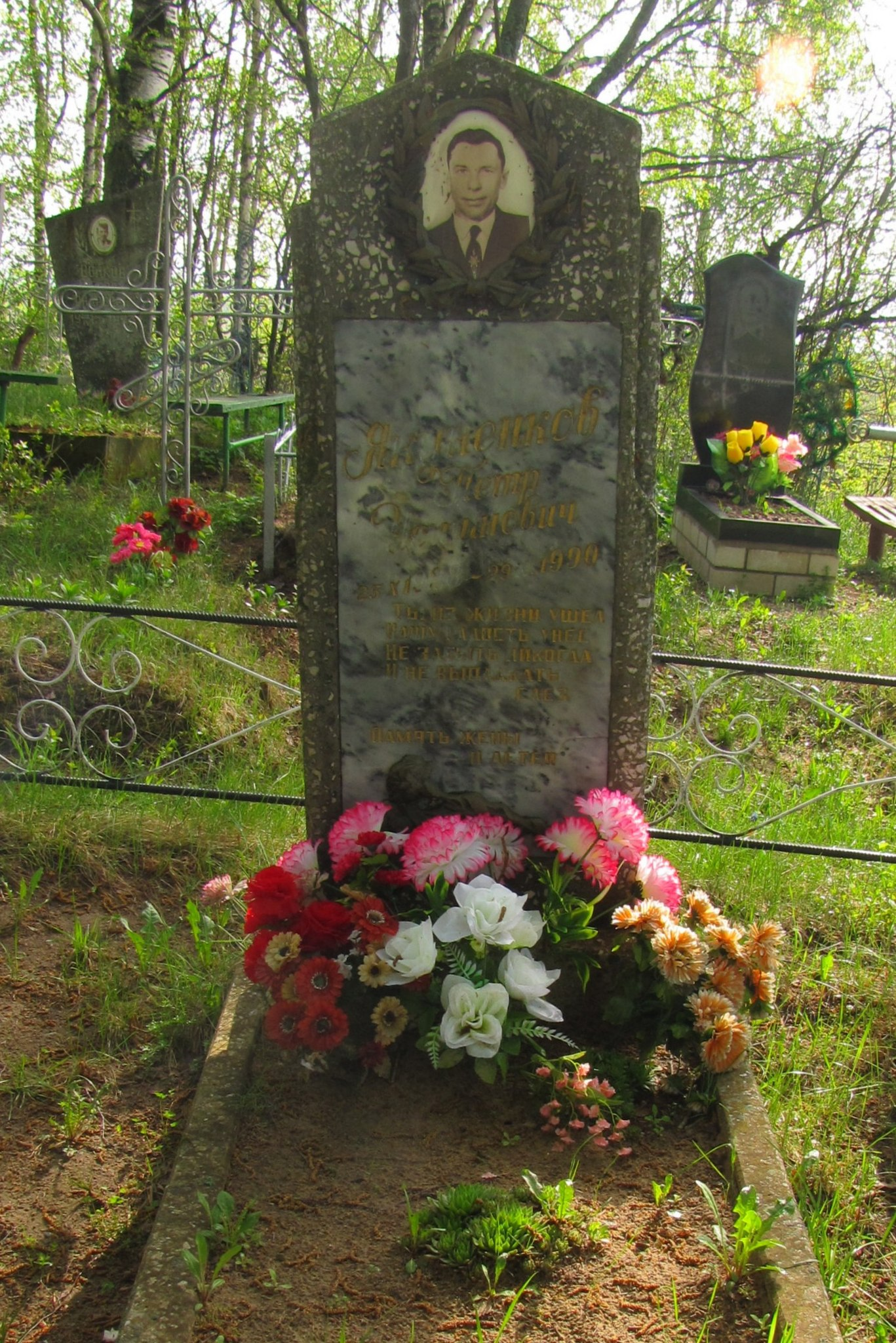
Могила Якуненкова в Высокой Жари.

Пётр Якуненков родился 25 октября 1928 года в деревне Высокая Жарь (ныне — Руднянского района Смоленской области). В 1940 году окончил пять классов неполной средней школы в деревне Лешно Руднянского района. С 1943 года работал колхозником сельскохозяйственной артели «Вперёд к коммунизму». В 1948—1951 годах проходил срочную службу в Советской Армии. Вернувшись на родину, в течение двух лет работал на торфопредприятии и Руднянском льнозаводе. В 1954 году Якуненков окончил курсы трактористов, работал по специальности в Зарубинской машинно-тракторной станции. В ноябре 1954 года он возглавил полеводческую бригаду колхоза имени Н. М. Шверника, в 1959 году — комплексную бригаду колхоза «Советская Россия» Руднянского района, руководил последней до самой своей смерти.
Хорошее знание техники и умение правильно её использовать, новаторство в производстве, работа с коллективом Якуненкова позволили добиться увеличения урожаев зерна, картофеля, льна и продуктов животноводства. Ежегодно на протяжении многих лет бригада Якуненкова получала до 30 центнеров зерна, 7 центнеров льна, 200 центнеров картофеля с каждого гектара колхозной земли.
Указом Президиума Верховного Совета СССР от 23 июня 1966 года за «выдающиеся заслуги в развитии сельского хозяйства» Пётр Якуненков был удостоен высокого звания Героя Социалистического Труда с вручением ордена Ленина и медали «Серп и Молот».
Активно участвовал в общественной жизни Смоленщины, избирался членом Руднянского райкома КПСС, депутатом сельского и районного Советов народных депутатов. Умер 29 ноября 1990 года, похоронен на кладбище в деревне Высокая Жарь.